# North London Line
North London Line és una línia de ferrocarril dels suburbis del nord de Londres, Anglaterra, que parteix de l'estació de Richmond a l'oest fins a North Woolwich a l'est, fent un arc semicircular. El tram entre Stratford i North Woolwich es va tancar al transport ferroviari el 9 de desembre de 2006 per a reconvertir-la i traspassar-la al sistema de trens lleugers de Docklands Light Railway.
Creua totes les línies de tren pesant del nord del riu Tàmesi que parteixen del Londres central i va tenir connexions amb la majoria d'aquestes línies. La línia sempre ha estat una de les majors rutes de mercaderies que creuen Londres.
A través dels anys ha tingut diferents serveis de passatgers, en les últimes dècades el servei ha estat de 4 trens per hora en cada sentit de circulació (Richmond a North Woolwich o Stratford) i més recentment en hora punta alguns trens en direcció Clapham Junction.
Actualment aquests serveis pertanyen a la xarxa de London Overground, que ofereix més ràpidesa per creuar Londres sense passar pel centre. La línia s'ha conegut com a North London Link i està classificada com una de les línies del nord de Londres juntament amb Gospel Oak to Barking Line amb la que connecta a Gospel Oak. La línia és part de la ruta estràtegica 6 de Network Rail (SRS 06.01, 06.06 i 06.07). També està classificada com a línia de rodalia (London and South East Commuter line).

## Formació
La North London Line entre Richmond i North Woolwich prové de la connexió de cinc seccions que es van obrir al llarg de 25 anys a partir de 1846:
- El tram oriental va obrir com Eastern Counties and Thames Junction Railway l'any 1846 entre Stratford i North Woolwich.
- La secció central va obrir entre l'any 1850 i 1852 com East & West India Docks & Birmingham Junction Railway (més tard reanomenat North London Railway (NLR) el 1853). Donant un enllaç des de Euston a Poplar via Bow.
- A l'oest, es va obrir North & South Western Junction Railway el 1853 des de Willesden amb una cruïlla amb Hounslow Loop Line a prop de Kew Bridge.
- L'últim enllaç va obrir a l'est entre NLR, a propr de Victoria Park, i Stratford el 1854.
- Perquè els trens de NLR no haguessin de passar per la sobreocupada Euston main line, es va construir la cruïlla Hampstead Junction Railway des de NLR a Camden Road cap a Willesden via Hampstead Heath el 1860.
- Per donar un accés directe de NLR a Ciutat de Londres es va construir el tram de Broad Street, obert des de Dalston el 1865.
- L'última part de la ruta va ser l'obertura d'un enllaç des de South Acton a Richmond via London & South Western Railway (LSWR) el 1869.

## Antics serveis

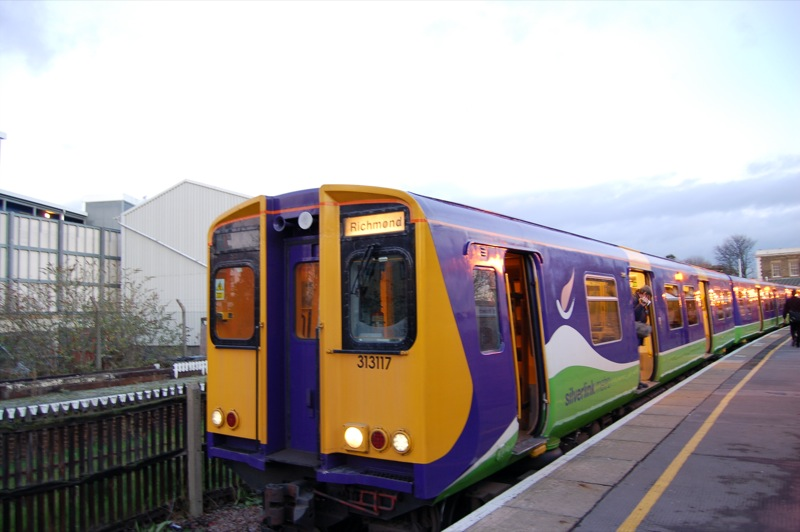
Silverlink Metro 313117 a North Woolwich el 9 de desembre de 2006, últim dia del servei Silverlink

A més del servei primari Broad Street - Richmond, hi va haver serveis que enllaçaven Broad Street amb Harrow & Wealdstone i Watford Junction a West Coast Main Line. La majoria d'aquestes rutes van viatjar a través de la línia entre South Hampstead i Camden Road i altres via Hampstead Heath. Quan es va tancar l'estació de Broad Street l'any 1985 els serveis de Watford només operaven en hora punta i foren desviats per Liverpool Street.
El 2000 Anglia Railways va començar un servei entre Basingstoke i Ipswich utilitzant parts de North London Line. El servei era anomenat London Crosslink i circulava 5 vegades al dia cada 2 hores. Els trens només paraven a les estacions principals com Staines, Feltham i Brentford. A North London Line els trens només paraven a Stratford, Highbury & Islington, Camden Road i West Hampstead. El servei es va abandonar a partir de 2002.
L'electrificació AC de la part oriental de North London Line utilitzava les vies nord no electrificades. Entre Canonbury i Highbury & Islington hi ha una línia que enllaça amb East Coast Main Line a Finsbury Park. S'utilitzava per portar passatgers des d'estacions del nord de Londres a través de North London Line cap a Broad Street, des de l'obertura de Great Northern Electrics a la dècada de 1970 els trens s'han desviat cap a Moorgate i London King's Cross i l'enllaç ha quedat per l'ús de trens de mercaderies.

## Ruta
La major part de la línia recorre el nord de Londres formant una revolta. Només les estacions de Richmond i Kew Gardens es troben al sud del riu Tàmesi. El creuament del riu es fa a través del pont Kew Railway Bridge en vies compartides amb la línia District del metro de Londres. La localització de l'extrem oriental ha variat al llarg dels anys. Entre el 1944 i 1986 va estar a Broad Street, després es va passar a North Woolwich, i ara reduït a Stratford. Uu túnel, el Hampstead Heath tunnel, circula per sota de Hampstead entre Finchley Road & Frognal i Hampstead Heath.
La línia és de doble via amb vies de tres i quatre rails entre Camden Road i Dalston Kingsland. L'antic tram de North Woolwich incloïa una secció de via única entre Custom House i Nort Woolwich, i el tram de Broad Street estava format de quatre vies. Ambdós eren vies de tres rails electrificats.
La línia està electrificada utilitzant el sistema de tercer rail des de Richmond a Acton Central, Camden Road a Dalston Kingsland i Dalston Kingsland a Stratford. Des d'Acton Central a Camden Road, Camden Road a Dalston Kingsland i Dalston Kingsland a Channelsea Junctions les línies estan electrificades mitjançant línies aèries.
Quan va començar el servei a North Woolwich el 1985 els trens utilitzaven el tercer rail. Quan els trens van ser reemplaçats al llarg dels anys pels de Class 313 de sistema dual, es va fer possible la circulació per les línies electrificades que s'havien construït per al benefici dels trens de mercaderies.

## Operacions actuals

### Material rodant
El servei de passatgers de London Overground utilitza trens elèctrics British Rail Class 313 de doble voltatge compatibles amb tercer rail 750v DC i línia àeria 25kV AC. Cada tren està format per tres cotxes, hi ha una flota de 23 unitats compartides amb la resta de rutes del sistema. Els trens es reemplaçaran per 24 trens de 3 cotxes de British Rail Class 378 el 2009, i que augmentaran la capacitat amb un quart cotxe el 2010.

### Nivells de servei
Tot i les xifres de rendiment publicats la North London Line és considerada pels viatgers habituals com un servei de baixa qualitat, amb trens molt congestionats i un servei poc fiable amb alguns trens cancel·lats poc abans d'arribar. Un informe recent de l'Assemblea de Londres va descriure el servei actual com "mesquí, poc fiable, insegur i d'amuntegament". La recent transferència del servei a Transport for London (TfL) ha potenciat una millora de la qualitat del servei i actualment està en plans d'actualització que coincideixen amb l'ampliació de l'East London Line.
Es pot trobar un informe del futur de la línia a la pàgina web de l'Assemblea de Londres.

## Desenvolupament

### Confirmat
- Al febrer de 2011, l'amplició de l'East London Line connectarà amb NLL amb serveis d'ELL unint la línia oest amb Dalston Kingsland, cap a Highbury & Islington.[9]
- Pel 2011, la línia ampliarà el servei a un mínim de quatre trens per hora en les dues direccions.[10]

- Serveis futurs:

- 4 tph (trens per hora) Stratford - Camden Road - Gospel Oak - Willesden Junction - Richmond (com actualment)
- 2 tph Stratford - Camden Road - Gospel Oak - Willesden Junction - Clapham Junction
- 2 tph Stratford - Camden Road